# Маршова-Рашов
Маршова-Рашов (слч. Maršová-Rašov) насељено је мјесто са административним статусом сеоске општине (слч. obec) у округу Битча, у Жилинском крају, Словачка Република.

## Становништво
| Година:    | 1994. | 2004.   | 2014. | 2024.    |
| ---------- | ----- | ------- | ----- | -------- |
| Број људи: | 728   | 780     | 858   | 1066     |
| Разлика:   |       | +7,14 % | +10 % | +24,24 % |

| Година:    | 2023. | 2024.   |
| ---------- | ----- | ------- |
| Број људи: | 1064  | 1066    |
| Разлика:   |       | +0,18 % |

Према подацима о броју становника из 2024. године насеље је имало 1066 становника.